# توماس تايلور (عسكري)
توماس تايلور (بالإنجليزية: Thomas Taylor)‏ هو عسكري أمريكي، (ولد في بانجور في الولايات المتحدة 1834  م).